# Alsofila
Alsofila (lat. Alsophila), rod papratnica iz porodice Cyatheaceae, dio reda Cyatheales. Postoji 251 vrsta i četiri hibrida u suptropskim i tropskim krajevima Amerike, Azije, Afrike i Australije.

## Vrste
1. Alsophila abbottii (Maxon) R.M.Tryon
2. Alsophila acanthophora (Holttum) R.M.Tryon
3. Alsophila acuminata (Copel.) R.M.Tryon
4. Alsophila acutula R.M.Tryon
5. Alsophila albida (Tardieu) R.M.Tryon
6. Alsophila albidosquamata (Rosenst.) Lehnert
7. Alsophila alderwereltii (Copel.) R.M.Tryon
8. Alsophila alleniae (Holttum) R.M.Tryon
9. Alsophila alpina Alderw.
10. Alsophila alta (Copel.) R.M.Tryon
11. Alsophila alternans Wall. ex Hook.
12. Alsophila amboinensis Alderw.
13. Alsophila aneitensis (Hook.) R.M.Tryon
14. Alsophila apiculata Rosenst.
15. Alsophila apoensis (Copel.) R.M.Tryon
16. Alsophila appendiculata (Baker) R.M.Tryon
17. Alsophila approximata (Bonap.) R.M.Tryon
18. Alsophila archboldii (C.Chr.) R.M.Tryon
19. Alsophila auneae D.S.Conant
20. Alsophila auriculata (Tardieu) R.M.Tryon
21. Alsophila australis R.Br.
22. Alsophila balanocarpa (D.C.Eaton) D.S.Conant
23. Alsophila basirotundata (Rakotondr. & Janssen) Christenh.
24. Alsophila batjanensis Christ
25. Alsophila bellisquamata (Bonap.) R.M.Tryon
26. Alsophila binayana (M.Kato) Lehnert & Coritico
27. Alsophila bisquamata (M.Kato) Lehnert & Coritico
28. Alsophila boiviniiformis (Rakotondr. & Janssen) Christenh.
29. Alsophila borbonica (Desv.) R.M.Tryon
30. Alsophila borneensis (Copel.) R.M.Tryon
31. Alsophila brachyphylla (Holttum) Lehnert
32. Alsophila brausei R.M.Tryon
33. Alsophila brevipinna (Baker ex Benth.) R.M.Tryon
34. Alsophila brooksii (Maxon) R.M.Tryon
35. Alsophila bryophila R.M.Tryon
36. Alsophila buennemeijeri (Alderw.) R.M.Tryon
37. Alsophila calcicola Lehnert
38. Alsophila callosa (Christ) R.M.Tryon
39. Alsophila camerooniana (Hook.) R.M.Tryon
40. Alsophila catillifera (Holttum) R.M.Tryon
41. Alsophila caudata J.Sm.
42. Alsophila celsa R.M.Tryon
43. Alsophila cincinnata (Brause) R.M.Tryon
44. Alsophila cinerea (Copel.) R.M.Tryon
45. Alsophila coactilis (Holttum) R.M.Tryon
46. Alsophila colensoi Hook.fil.
47. Alsophila conantiana Lehnert
48. Alsophila conferta (Rakotondr. & Janssen) Christenh.
49. Alsophila confinis (C.Chr.) R.M.Tryon
50. Alsophila costalisora (Copel.) R.M.Tryon
51. Alsophila coursii Tardieu
52. Alsophila crassicaula R.M.Tryon
53. Alsophila crenulata (Mett.) Hook.
54. Alsophila crinita Hook.
55. Alsophila cubensis (Underw. ex Maxon) Caluff & Shelton
56. Alsophila cucullifera (Holttum) R.M.Tryon
57. Alsophila cunninghamii (Hook.fil.) R.M.Tryon
58. Alsophila cuspidata (Kunze) D.S.Conant
59. Alsophila dealbata (G.Forst.) C.Presl
60. Alsophila deckenii (Kuhn) R.M.Tryon
61. Alsophila decrescens (Mett. ex Kuhn) R.M.Tryon
62. Alsophila dicksonioides (Holttum) R.M.Tryon
63. Alsophila dilatata (Rakotondr. & Janssen) Christenh.
64. Alsophila doctersii (Alderw.) R.M.Tryon
65. Alsophila dregei (Kunze) R.M.Tryon
66. Alsophila dryopteroides (Maxon) R.M.Tryon
67. Alsophila edanoi (Copel.) R.M.Tryon
68. Alsophila elata O.G.Martínez
69. Alsophila emilei (Janssen & Rakotondr.) Christenh.
70. Alsophila engelii R.M.Tryon
71. Alsophila erinacea (H.Karst.) D.S.Conant
72. Alsophila eriophora (Holttum) R.M.Tryon
73. Alsophila esmeraldensis R.C.Moran
74. Alsophila everta (Copel.) R.M.Tryon
75. Alsophila excavata (Holttum) R.M.Tryon
76. Alsophila excelsior Lehnert
77. Alsophila exilis (Holttum) Lehnert
78. Alsophila fenicis (Copel.) C.Chr.
79. Alsophila ferdinandii R.M.Tryon
80. Alsophila ferruginea (Christ) R.M.Tryon
81. Alsophila firma (Baker) D.S.Conant
82. Alsophila foersteri (Rosenst.) R.M.Tryon
83. Alsophila fulgens (C.Chr.) D.S.Conant
84. Alsophila fuliginosa Christ
85. Alsophila gammiei R.D.Dixit
86. Alsophila gastonyi Lehnert
87. Alsophila geluensis (Rosenst.) R.M.Tryon
88. Alsophila glaberrima (Holttum) R.M.Tryon
89. Alsophila glaucifolia R.M.Tryon
90. Alsophila grangaudiana (Janssen & Rakotondr.) J.P.Roux
91. Alsophila gregaria Brause
92. Alsophila grevilleana (Mart.) D.S.Conant
93. Alsophila halconensis (Christ) R.M.Tryon
94. Alsophila havilandii (Baker) R.M.Tryon
95. Alsophila hebes (Janssen & Rakotondr.) Christenh.
96. Alsophila hermannii R.M.Tryon
97. Alsophila heterochlamydea (Copel.) R.M.Tryon
98. Alsophila hooglandii (Holttum) R.M.Tryon
99. Alsophila hookeri (Thwaites) R.M.Tryon
100. Alsophila horridula (Copel.) R.M.Tryon
101. Alsophila hotteana (C.Chr. & E.Ekman) R.M.Tryon
102. Alsophila humbertiana (C.Chr.) R.M.Tryon
103. Alsophila humilis (Hieron.) Pic.Serm.
104. Alsophila hyacinthei R.M.Tryon
105. Alsophila hymenodes (Mett.) R.M.Tryon
106. Alsophila imbricata (Alderw.) R.M.Tryon
107. Alsophila imrayana (Hook.) Conant
108. Alsophila incana (H.Karst.) D.S.Conant
109. Alsophila incisoserrata (Copel.) C.Chr.
110. Alsophila indiscriminata Lehnert
111. Alsophila inquinans (Christ) R.M.Tryon
112. Alsophila insulana (Holttum) R.M.Tryon
113. Alsophila isaloensis (C.Chr.) R.M.Tryon
114. Alsophila javanica (Blume) R.M.Tryon
115. Alsophila jimeneziana D.S.Conant
116. Alsophila johnsii Lehnert
117. Alsophila junghuhniana Kunze
118. Alsophila katoi Lehnert & Coritico
119. Alsophila kermadecensis (W.R.B.Oliv.) R.M.Tryon
120. Alsophila kirkii (Hook.) R.M.Tryon
121. Alsophila klossii (Ridl.) R.M.Tryon
122. Alsophila lamoureuxii (W.N.Takeuchi) Lehnert & Coritico
123. Alsophila lastii (Baker) R.M.Tryon
124. Alsophila latebrosa Wall.
125. Alsophila latipinnula (Copel.) R.M.Tryon
126. Alsophila leichhardtiana F.Muell.
127. Alsophila lepidoclada Christ
128. Alsophila lepifera J.Sm. ex Hook.
129. Alsophila leptochlamys (Baker) R.M.Tryon
130. Alsophila ligulata (Baker) R.M.Tryon
131. Alsophila lilianiae R.M.Tryon
132. Alsophila lisyae (Janssen & Rakotondr.) Christenh.
133. Alsophila loerzingii (Holttum) R.M.Tryon
134. Alsophila loheri (Christ) R.M.Tryon
135. Alsophila longipes (Copel.) R.M.Tryon
136. Alsophila longipinnata (Bonap.) R.M.Tryon
137. Alsophila longispina (Janssen & Rakotondr.) Christenh.
138. Alsophila macgillivrayi Baker
139. Alsophila macgregorii (F.Muell.) R.M.Tryon
140. Alsophila macropoda (Domin) R.M.Tryon
141. Alsophila magnifolia (Alderw.) R.M.Tryon
142. Alsophila major Caluff & Shelton
143. Alsophila manniana (Hook.) R.M.Tryon
144. Alsophila mapahuwensis (M.Kato) Lehnert & Coritico
145. Alsophila marattioides (Willd. ex Kaulf.) R.M.Tryon
146. Alsophila masapilidensis (Copel.) R.M.Tryon
147. Alsophila matitanensis R.M.Tryon
148. Alsophila media (W.H.Wagner & Grether) R.M.Tryon
149. Alsophila melleri (Baker) R.M.Tryon
150. Alsophila meridionalis (Janssen & Rakotondr.) Christenh.
151. Alsophila micra R.M.Tryon
152. Alsophila microchlamys (Holttum) R.M.Tryon
153. Alsophila microphylloides (Rosenst.) R.M.Tryon
154. Alsophila milnei (Hook.fil.) R.M.Tryon
155. Alsophila minervae Lehnert
156. Alsophila minor (D.C.Eaton) R.M.Tryon
157. Alsophila modesta Baker
158. Alsophila montana (Alderw.) R.M.Tryon
159. Alsophila mossambicensis (Baker) R.M.Tryon
160. Alsophila mostellaria Lehnert
161. Alsophila muelleri (Baker) R.M.Tryon
162. Alsophila murkelensis (M.Kato) Lehnert & Coritico
163. Alsophila nebulosa Lehnert
164. Alsophila negrosiana (Christ) R.M.Tryon
165. Alsophila nigrolineata (Holttum) R.M.Tryon
166. Alsophila nigropaleata (Holttum) R.M.Tryon
167. Alsophila nilgirensis (Holttum) R.M.Tryon
168. Alsophila nockii (Jenman) R.M.Tryon
169. Alsophila nothofagorum (Holttum) Lehnert
170. Alsophila novabrittanica Lehnert
171. Alsophila obtecta (Rakotondr. & Janssen) Christenh.
172. Alsophila obtusiloba Hook.
173. Alsophila odonelliana (Alston) Lehnert
174. Alsophila ohaensis (M.Kato) Lehnert & Coritico
175. Alsophila oinops (Hassk.) R.M.Tryon
176. Alsophila oosora (Holttum) R.M.Tryon
177. Alsophila orientalis (Kunze) R.M.Tryon
178. Alsophila orthogonalis (Bonap.) R.M.Tryon
179. Alsophila pachyrrhachis (Copel.) R.M.Tryon
180. Alsophila pacifica Christenh.
181. Alsophila pallidipaleata (Holttum) R.M.Tryon
182. Alsophila parrisiae Lehnert
183. Alsophila patellifera (Alderw.) R.M.Tryon
184. Alsophila percrassa (C.Chr.) R.M.Tryon
185. Alsophila perpelvigera (Alderw.) R.M.Tryon
186. Alsophila perpunctulata (Alderw.) R.M.Tryon
187. Alsophila perrieriana (C.Chr.) R.M.Tryon
188. Alsophila physolepidota (Alston) R.M.Tryon
189. Alsophila pilosula (Tardieu) R.M.Tryon;
190. Alsophila plagiostegia (Copel.) R.M.Tryon
191. Alsophila polycarpa (Jungh.) R.M.Tryon
192. Alsophila polystichoides Christ
193. Alsophila portoricensis (Kuhn) D.S.Conant
194. Alsophila pruinosa (Rosenst.) R.M.Tryon
195. Alsophila pseudobellisquamara (Janssen & Rakotondr.) Christenh.
196. Alsophila pseudomuelleri (Holttum) R.M.Tryon
197. Alsophila punctulata Alderw.
198. Alsophila pycnoneura (Holttum) R.M.Tryon
199. Alsophila quadrata (Baker) R.M.Tryon
200. Alsophila recurvata Brause
201. Alsophila rigens (Rosenst.) R.M.Tryon
202. Alsophila rolandii R.M.Tryon
203. Alsophila roroka (Hovenkamp) Lehnert & Coritico
204. Alsophila rosenstockii Brause
205. Alsophila rubiginosa Brause
206. Alsophila rufopannosa (Christ) R.M.Tryon
207. Alsophila rupestris (Maxon) Gastony & R.M.Tryon
208. Alsophila saccata (Christ) R.M.Tryon
209. Alsophila sechellarum (Mett.) R.M.Tryon
210. Alsophila semiamplectens (Holttum) R.M.Tryon
211. Alsophila serratifolia (Baker) R.M.Tryon
212. Alsophila setosa Kaulf.
213. Alsophila setulosa (Copel.) R.M.Tryon
214. Alsophila similis (C.Chr.) R.M.Tryon
215. Alsophila simulans Baker
216. Alsophila sinuata (Hook. & Grev.) R.M.Tryon
217. Alsophila sledgei (Ranil, Pushpak. & Fraser-Jenk.) Ranil
218. Alsophila smithii (Hook.fil.) R.M.Tryon
219. Alsophila societarum (Baker) Christenh.
220. Alsophila solomonensis (Holttum) R.M.Tryon
221. Alsophila spinulosa (Wall. ex Hook.) R.M.Tryon
222. Alsophila srilankensis (Ranil) Ranil
223. Alsophila stelligera (Holttum) R.M.Tryon
224. Alsophila sternbergii (Sternb.) D.S.Conant
225. Alsophila subtripinnata (Holttum) R.M.Tryon
226. Alsophila sumatrana (Baker) R.M.Tryon
227. Alsophila sundueana Lehnert
228. Alsophila tahitensis Brack.
229. Alsophila tanzaniana R.M.Tryon
230. Alsophila telefominensis Lehnert
231. Alsophila tenuis Brause
232. Alsophila ternatea (Alderw.) R.M.Tryon
233. Alsophila thomsonii (Baker) R.M.Tryon
234. Alsophila tryoniana (Gastony) D.S.Conant
235. Alsophila tsaratananensis (C.Chr.) R.M.Tryon
236. Alsophila tsilotsilensis (Tardieu) R.M.Tryon
237. Alsophila tussacii (Desv.) D.S.Conant
238. Alsophila tuyamae (H.Ohba) Nakaike
239. Alsophila urbanii (Brause) R.M.Tryon
240. Alsophila valdesquamata (Janssen & Rakotondr.) Christenh.
241. Alsophila vandeusenii (Holttum) R.M.Tryon
242. Alsophila veitchii Baker
243. Alsophila vieillardii (Mett.) R.M.Tryon
244. Alsophila viguieri (Tardieu) R.M.Tryon
245. Alsophila walkerae (Hook.) J.Sm.
246. Alsophila weidenbrueckii Lehnert
247. Alsophila welwitschii (Hook.) R.M.Tryon
248. Alsophila wengiensis Brause
249. Alsophila woodwardioides (Kaulf.) D.S.Conant
250. Alsophila woollsiana F.Muell.
251. Alsophila zakamenensis (Tardieu) R.M.Tryon
252. Alsophila ×boytelii Caluff & Shelton
253. Alsophila ×fagildei Caluff & Shelton
254. Alsophila ×marcescens (N.A.Wakef.) R.M.Tryon
255. Alsophila ×medinae Caluff & Shelton